# 마더스제약
주식회사 마더스제약은 대한민국의 제약회사이다.

## 역사
2011년 아남제약을 인수하며 설립되었으며, 2022년 익산 GMP 신공장을 가동하였다. NH투자증권과 KB증권을 공동 주관사로 선정하여 코스닥 상장을 준비하고 있다.

## 수상
- 국가 생산성대상 대통령상 수상(2020)